# Il ladro (album)
Il ladro è un album del cantautore italiano Angelo Branduardi, pubblicato nel 1990.

## Tracce
1. Il ladro
2. Madame
3. Bella faccia
4. Uomini di passaggio
5. Ballerina
6. Amazzonia
7. Il bambino dei topi
8. Il tempo di partire
9. Il grido
10. Ai confini dell'Asia
11. Festa

## Formazione
- Angelo Branduardi – voce, cori, chitarra, violino, armonica
- Richard Galliano – bandoneón
- Marco Canepa – tastiera, pianoforte
- Agostino Marangolo – batteria, percussioni
- Claudio Guidetti – basso, tastiera
- Franco Mussida – chitarra classica, chitarra a 12 corde
- Adriano Mondini – oboe, corno inglese
- Giampaolo Casati – tromba, flicorno